# Meret Oppenheim
Meret Elisabeth Oppenheim, též Méret (6. října 1913, Charlottenburg (Berlín) – 15. listopadu 1985, Basilej) byla švýcarsko-německá surrealistická výtvarnice, básnířka, modelka a fotografka. Stala se hlavní ženskou osobností surrealistického hnutí a patří k ženám, které zásadně ovlivnily vývoj moderního umění.

## Život
Meret Oppenheim pocházela z rodiny německo-židovského lékaře Ericha Alfonse Oppenheima a jeho švýcarské manželky Evy Wenger. Jméno Meret dostala podle Meretlein, divokého děvčete žijícího v lesích, postavy z novely Gottfried Kellera Der grüne Heinrich. Její babička Lisa Wenger vystudovala malířství na düsseldorfské Akademii a vedla školu malby na porcelánu v Basileji, matčina sestra Ruth Wenger, provdaná krátce za Hermanna Hesse, byla malířka a koncertní pěvkyně. Meret měla sestru Kristin (* 1915, etnoložka) a bratra Burkharda (* 1919).
Roku 1914, když byl otec povolán do armády, se matka s Meret přestěhovala ke svým rodičům do Delémontu ve Švýcarsku. Zde od mládí přicházela do kontaktu se současnými umělci i všemi druhy umění, včetně divadla. Po absolvování základní školy pokračovala na reálce v Schopfheimu, soukromé škole v Zell, škole Rudolfa Steinera v Basileji, dívčí škole s internátem v Königsfeldu (Schwarzwald) a vysoké škole v Lörrachu. Od roku 1918 do roku 1932 rodina žila poblíž Basileje v jihoněmeckém městě Steinen, kde si otec otevřel lékařskou praxi. Jako patnáctiletou ji otec seznámil s dílem svého přítele Carla Gustava Junga a od té doby si začala zapisovat své sny, které se pak staly inspirací pro většinu jejího díla. Ovlivnila ji také retrospektivní výstava Paula Klee v Kunshalle Basel roku 1929.
V 18 letech (1932) odešla s o čtyři roky starší malířkou Irène Zurkinden do Paříže. Zapsala se ke studiu na Académie de la Grande Chaumière, ale většinou tvořila ve svém pokoji v hotelu Odessa na Montparnassu. Roku 1933 se přestěhovala do ateliéru na Avenue de Châtillon 44, kde ji navštívili Hans Arp a Alberto Giacometti. Ti ji pozvali k účasti na výstavě surrealismu na Salon des Surindépendants. Později se seznámila s André Bretonem a začala docházet na schůzky surrealistického kroužku v Café de la Place Blanche, jehož členy byli i Marcel Duchamp, Max Ernst a Man Ray. Po celý život ráda pózovala fotografům a díky sérii fotografií Man Raye (Erotique voilée) z roku 1933 byla považována za "Múzu surrealistů". Prodělala neopětovanou lásku k Giacomettimu a prožila milostný vztah s Ernstem a Man Rayem. Až do roku 1960 se zúčastňovala skupinových výstav surrealistického umění.
Roku 1936 se zúčastnila výstav surrealismu v Paříži a New Yorku a měla svou první autorskou výstavu v Galerii Schulthess v Basileji. Otec musel z rasových důvodů ukončit svou praxi v Německu a celá rodina se přestěhovala do Švýcarska. Tam nesměl jako Němec pracovat a Meret přišla o finanční zázemí. Roku 1938 podnikla cestu do Itálie se surrealistickou malířkou Lorou Fini a francouzským spisovatelem André Pieyre de Mandiargues. V Basileji po dva roky navštěvovala kursy kreslení a restaurování na tamní Vysoké škole umění a řemesel. Získala potřebné technické vzdělání a našla si možnost skromného výdělku jako restaurátorka. Roku 1939 se stala členkou protifašistické skupiny Group 33. Po poslední předválečné výstavě v Galerii René Drouin v Paříži roku 1939 začala její umělecká krize, během které řadu děl nedokončila nebo zničila a až do roku 1954 nevystavovala. II. světovou válku strávila ve Švýcarsku.
V roce 1949 se provdala za obchodníka Wolfganga La Roche (1909–1967), se kterým žila v Bernu až do jeho smrti v roce 1967. V roce 1967 měla retrospektivu v Moderna Museet ve Stockholmu a v letech 1974 a 1975 výstavy ve Stockholmu, Winterthuru a Duisburgu. V 60. letech se její domovské město Bern stalo významným uměleckým centrem. Meret Oppenheim kromě domova v Bernu měla od roku 1968 rekreační dům v Caroně (Švýcarsko) a od roku 1972 ateliér v Paříži.
V roce 1974 získala uměleckou cenu města Basilej a ve svém slavnostním projevu se věnovala "androgynní" podstatě kreativity a potřebě ženy obhájit osobní svobodu. V roce 1982 byla Meret Oppenheim oceněna Grand Prix města Berlín ("Berliner Kunstpreis") a zúčastnila se výstavy Dokumenta 7 v Kasselu. Krátce před smrtí se stala členkou Akademie umění v Berlíně. Zemřela na srdeční selhání 15. listopadu 1985, v den vydání její knihy Caroline. Největší sbírku jejího díla vlastní Kunstmuseum Bern.

## Dílo

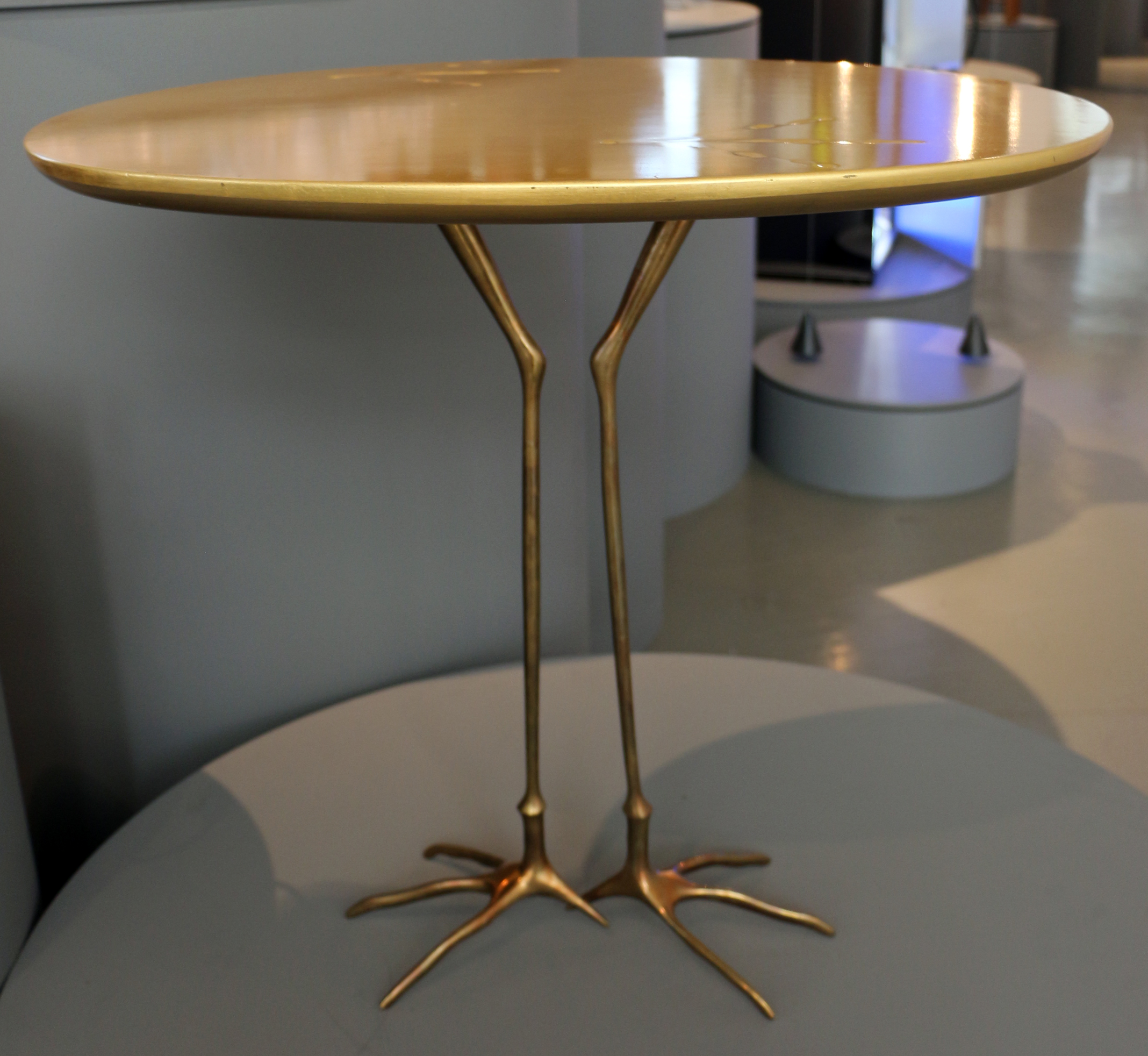
Meret Oppenheim: Ptačí stolek, 1972

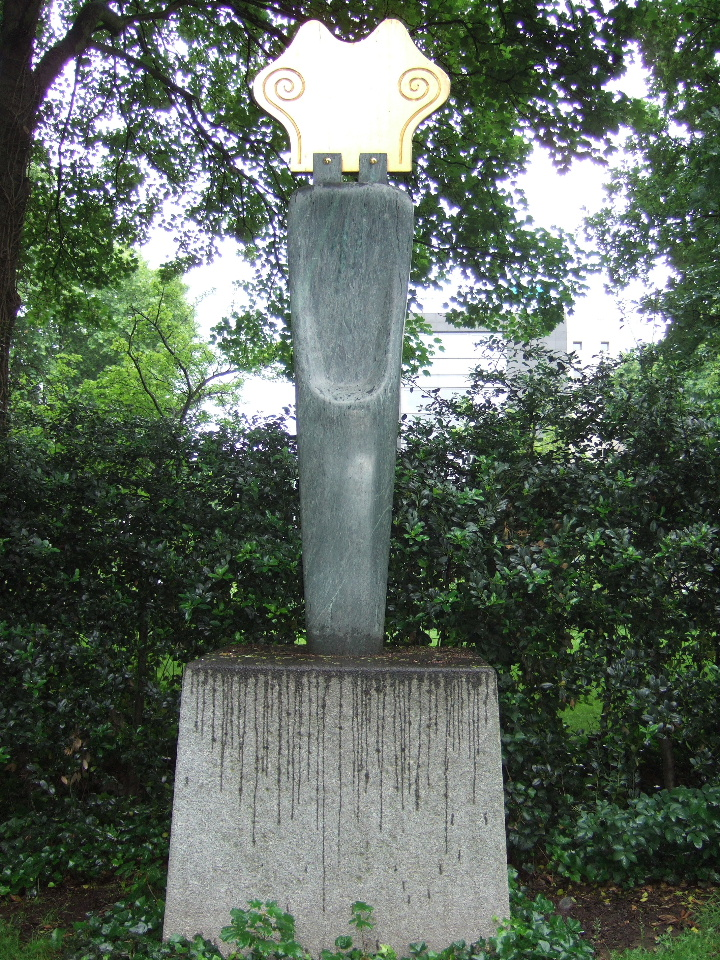
Meret Oppenheim: Der grüne Zuschauer, Duisburg

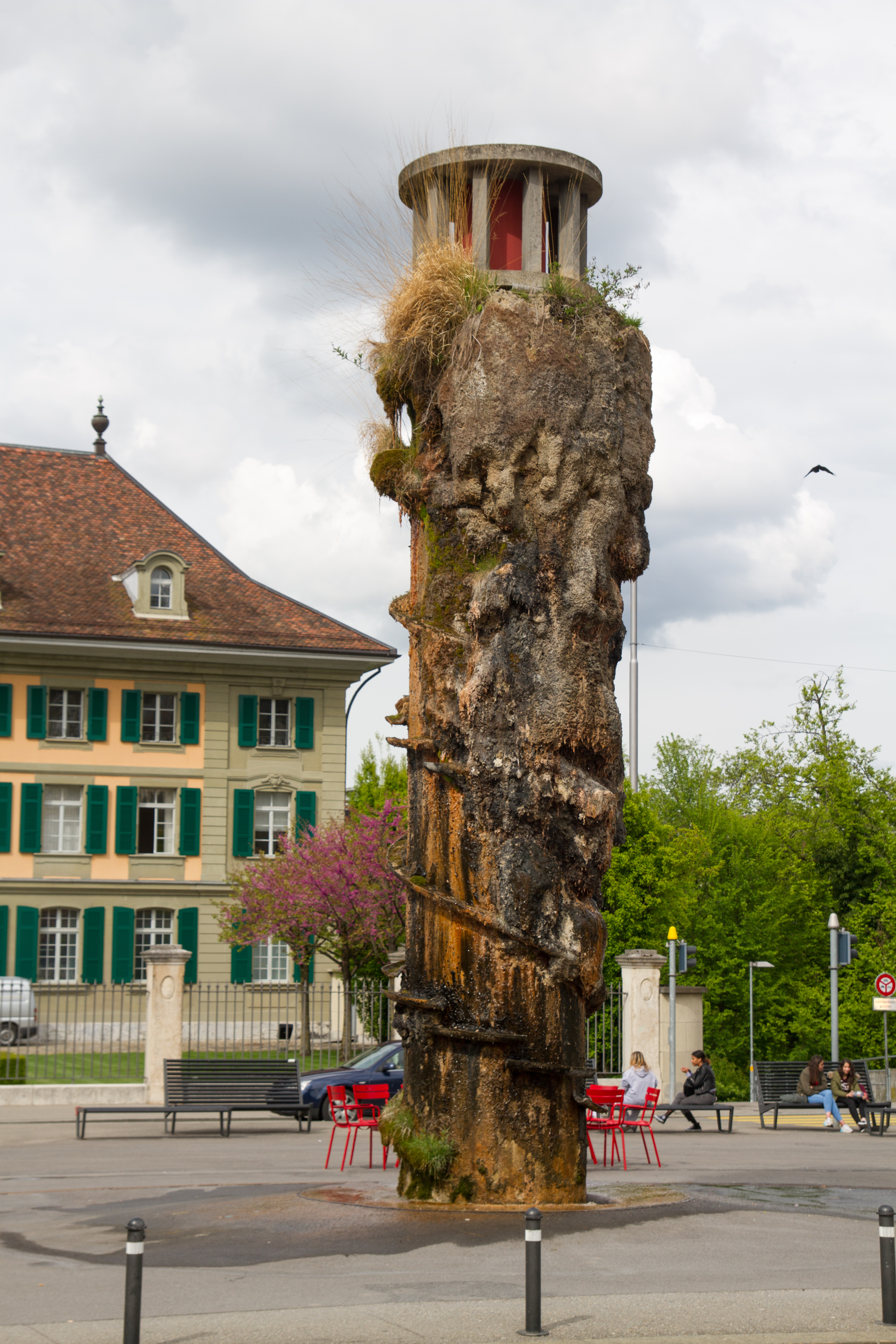
Meret Oppenheim: Věžová fontána

Meret Oppenheim upoutala svými díly Arpa a Giacomettiho a poprvé vystavovala již jako devatenáctiletá studentka na Salon des Surindépendants roku 1933. Ke svému nejznámějšímu dílu se inspirovala když seděla v pařížské kavárně s Dorou Maar a Pablem Picassem. Picasso si všiml jejího kovového náramku s kožešinou a žertoval o tom, že cokoli ozdobené kožešinou je přitažlivější. Krátce po tom Meret Oppenheim koupila šálek, talířek a lžičku a pokryla ho kožešinou z čínské gazely. Vystavila ho jako Objekt (1936) nejprve v Paříži a poté na výstavě Fantastic Art, Dada and Surrealism v Museum of Modern Art v New Yorku. Její dílo, považované od té doby za ikonický surrealistický objekt, ji okamžitě proslavilo a jako první žena byla přijata do Klubu surrealistů.
Roku 1946 Objekt do svých sbírek zakoupilo Museum of Modern Art v New Yorku. André Breton Objekt nazval Le Déjeuner en fourrure (Snídaně v kožešině), jako parafrázi Manetovy Snídaně v trávě (Le Déjeuner sur l’herbe) a s odkazem na erotický román Leopolda von Sacher-Masocha Venus en fourrures (1870, něm. Venus im Pelz).
Série Surrealistických rukavic, kterou navrhovala od roku 1934 pro prestižní módní dům Elsy Schiaparelli byla převratná a později často imitovaná. Rukavice z kozinky ozdobila zlatými drápy, barevnými nehty, kostrou ruky nebo kresbou cév.
Jiným slavným objektem Méret Oppenheim je dvojice hnědých dámských bot spojených ve špičce (Das Paar, 1956) nebo dámské lodičky s kožešinou na nártu, které navrhla pro Elsu Schiparelli. Kromě objektů tvořila i sochy, kreslila a malovala a navrhovala šperky a kostýmy. Roku 1956 navrhla kostýmy a masky pro provedení Picassovy hry Le Désir attrapé par la queue v Bernu, v režii Daniela Spoerriho. Během jarního banketu pro tři dvojice svých přátel (Frühlingsfest, 1959) nechala účastníky konzumovat opulentní hostinu z těla nahé ženy se zlatou tváří. Na přání Bretona byla akce zopakována o několik měsíců později jako Kannibalenfestmal na Exposition inteRnatiOnale du Surréalisme (EROS) v Galerii Cordier v Paříži. Uměleckými kritiky je řazena i k dadaistům, protože některá její díla mají povahu "ready-mades."
V 70. letech byla důležitou postavou v debatách o feminismu, ačkoli sama se za feministku nepovažovala. Mezi surrealisty byla uznávána jako autorita v oboru psychoanalýzy a podařilo se jí prolomit bariéru mezi uměním a módou návrhy pro Elsu Schiaparelli.

### Známá díla
- 30. léta náramek La Sardine (šperk)
- 30. léta Prsten s kostkou cukru (šperk)
- 1933 Giacomettiho ucho
- 1936 jednooké Brýle
- 1936 Kožešinový náramek (šperk)
- 1936 Object (Le Déjeuner en fourrure),[5] Fur Cup[9]
- 1936 Mein Kindermädchen (moje guvernantka)
- 1936 Pelzhandschuhe
- 1936–1937 Kostní náhrdelník s ústy (šperk)
- 1938 Kamenná žena (malba)
- 1939 Kávový stolek s ptačíma nohama (Tisch mit Vogelfüssen, Traccia table)
- 1956 Das Paar
- 1969 Veverka
- 1960–1977 Unterirdische Schleife (podzemní motýlek)
- 1976 Der grüne Zuschauer, Sochařský park Lehmbruckova muzea, Duisburg
- 1983 Věžová fontána, Waisenhausplatz, Bern
- 1986 socha  La Spirale (návrh r. 1971) instalována v Paříži (Ministère de l'Enseignement supérieur et de la Recherche)[10]
- 1996 Fontana di Hermes, sochařská zahrada Daniela Spoerri v Seggiano
- Dvojitý šálek
- Dadaistická žehlička s ostny

### Básnické sbírky
- "Steine" (1978)
- "Sansibar", Galerie Fanal, Basel (1981), poezie z let 1933–1957
- "Karoline" (1985), kniha inspirovaná dopisy (publ. 1840), které si posílaly Bettina Brentano (1785–1859) and Karoline von Günderode (1780–1806)
- Husch, husch, der schönste Vokal entleert sich: Gedichte, 215 s., Suhrkamp Verlag, 2015

### Próza
- Träume Aufzeichnungen, Bibliotek Suhrkamp 2010
- Meret Oppenheim – Worte nicht in giftige Buchstaben einwickeln: Das autobiografische Album 'Von der Kindheit bis 1943' und unveröffentlichte Briefwechsel, Taschen 2015 (soubor dokumentů a korespondence)

### Autorské výstavy
- 1967 Meret Oppenheim: Retrospective, Moderna Museet, Stockholm
- 1984 Meret Oppenheim, Kunsthalle Bern, Switzerland
- 1996 Meret Oppenheim, Beyond the Teacup, The Solomon R. Guggenheim Museum, New York
- 1997 Meret Oppenheim: A Different Retrospective, Galerie Krinzinger, Vienna
- 2003 Meret Oppenheim. From Breakfast in Fur and Back Again, Museum fur Kunst und Gewerbe, Hamburg
- 2006 Meret Oppenheim: Retrospective, Kunst Museum, Bern, Switzerland
- 2013 Meret Oppenheim: Retrospective, Bank Austria Kunstforum, Vienna, Martin Gropius Bau, Berlin

### Filmové dokumenty
- IMAGO Meret Oppenheim, 1989, režie Anselm Spoerri, Pamela Robertson-Pearce. Film získal řadu ocenění (Outstanding Quality Prize, The Swiss Film Board, Gold Apple Award, Oakland, Grand Prix, Mulhouse Honorary Mention, Paris)